# Hot Shots! 2
Hot Shots! 2 – amerykańska komedia z 1993 roku, sequel Hot Shots!.
Podobnie jak część pierwszą reżyserii podjął się Jim Abrahams, a wśród obsady znaleźli się ponownie Charlie Sheen, Lloyd Bridges, Valeria Golino.
Serwis Rotten Tomatoes przyznał mu wynik 57%.

## Obsada
- Charlie Sheen – Sean „Topper” Harley
- Lloyd Bridges – Prezydent Thomas „Tug” Benson
- Valeria Golino – Ramada Rodham Hayman
- Richard Crenna – Pułkownik Walters
- Brenda Bakke – Michelle Rodham Huddleston
- Miguel Ferrer – Komandor Arvid Harbinger
- Rowan Atkinson – Dexter Hayman
- Jerry Haleva – Saddam Husajn
- David Wohl – Gerou
- Mitchell Ryan – Senator Gray Edwards
- Michael Colyar – Williams
- Ryan Stiles – Rabinowitz
- Martin Sheen – Kapitan Benjamin L. Willard

## Parodie
Film stanowi głównie parodię takich filmów akcji jak: Rambo II, Rambo III, Czas apokalipsy, Predator, Zaginiony w akcji czy Komando, lecz można znaleźć odniesienia do następujących filmów: Polowanie na Czerwony Październik, Gwiezdne wojny, Kickboxer, Karate Kid, Zakochany kundel, Bernard i Bianka w krainie kangurów, Casablanca, Terminator 2: Dzień sądu, Pamięć absolutna, Zwariowane melodie, Bez wyjścia, Nagi instynkt, Pluton, Działa Navarony, Czarnoksiężnik z Oz, Ojciec chrzestny, RoboCop, Pinokio.